# Daniel Bordignon
Daniel Bordignon Barbieri (nacido el 3 de febrero de 1996 en Toledo, Paraná), es un exjugador de baloncesto brasileño y cuyo último equipo fue el Laboral Kutxa.

## Carrera deportiva
Daniel Barbieri es un ala-pívot brasileño de 2.04 metros de estatura. Formado en la cantera del Baskonia, vivió su primera experiencia senior en 2014, en el que fue cedido a Planasa Navarra. En el club navarro, con el que llegó a disputar los playoffs de ascenso a la Liga Endesa, jugó una media de 16 minutos por encuentro, en los que promedió 4.8 puntos, 2.2 rebotes y 2.5 de valoración. Ahora tendrá la oportunidad de seguir creciendo en un Peñas Huesca repleto de jóvenes jugadores, muchos de ellos cedidos como él.
En 2015, El Baskonia y el Peñas Huesca han llegado a un acuerdo para que el jugador baskonista juegue durante una temporada, en calidad de cedido, en el equipo aragonés.
En enero de 2017, Saski Baskonia y Bahía Basket alcanzan un acuerdo para la cesión del canterano, que pondría rumbo a la Liga Argentina para disputar el resto del curso con Bahía Basket, quien actúa en la Conferencia Sur. Daniel Bordignon, quien se encontraba entrenando con la primera plantilla baskonista, experimentaría una nueva experiencia.
En 2020 comunicó su retirada deportiva por continuas lesiones de las cuales no pudo recuperarse.

## Clubes
- Laboral Kutxa (2013-2014)
- Basket Navarra Club (2014-2015)
- Laboral Kutxa (2015)
- Club Baloncesto Peñas Huesca (2015-2016)
- Laboral Kutxa (2016)
- Bahía Basket (2017)